# ونتوورت، کبک
ونتوورت (به فرانسوی: Wentworth) بخشی در منطقه شهری ارژانتوی ناحیه لورانتید در استان کبک کانادا است. در سرشماری سال ۲۰۱۱ این بخش ۴۸۵ نفر جمعیت داشته‌است و مساحت آن ۸۸٫۹۹ کیلومتر مربع است.